# Mirga
Mirga, oder auch Miga, Miega, Mocka, Mokka genannt, war eine slawische Siedlung im heutigen Landkreis Neustadt an der Waldnaab (nördliche Oberpfalz).

## Geografie

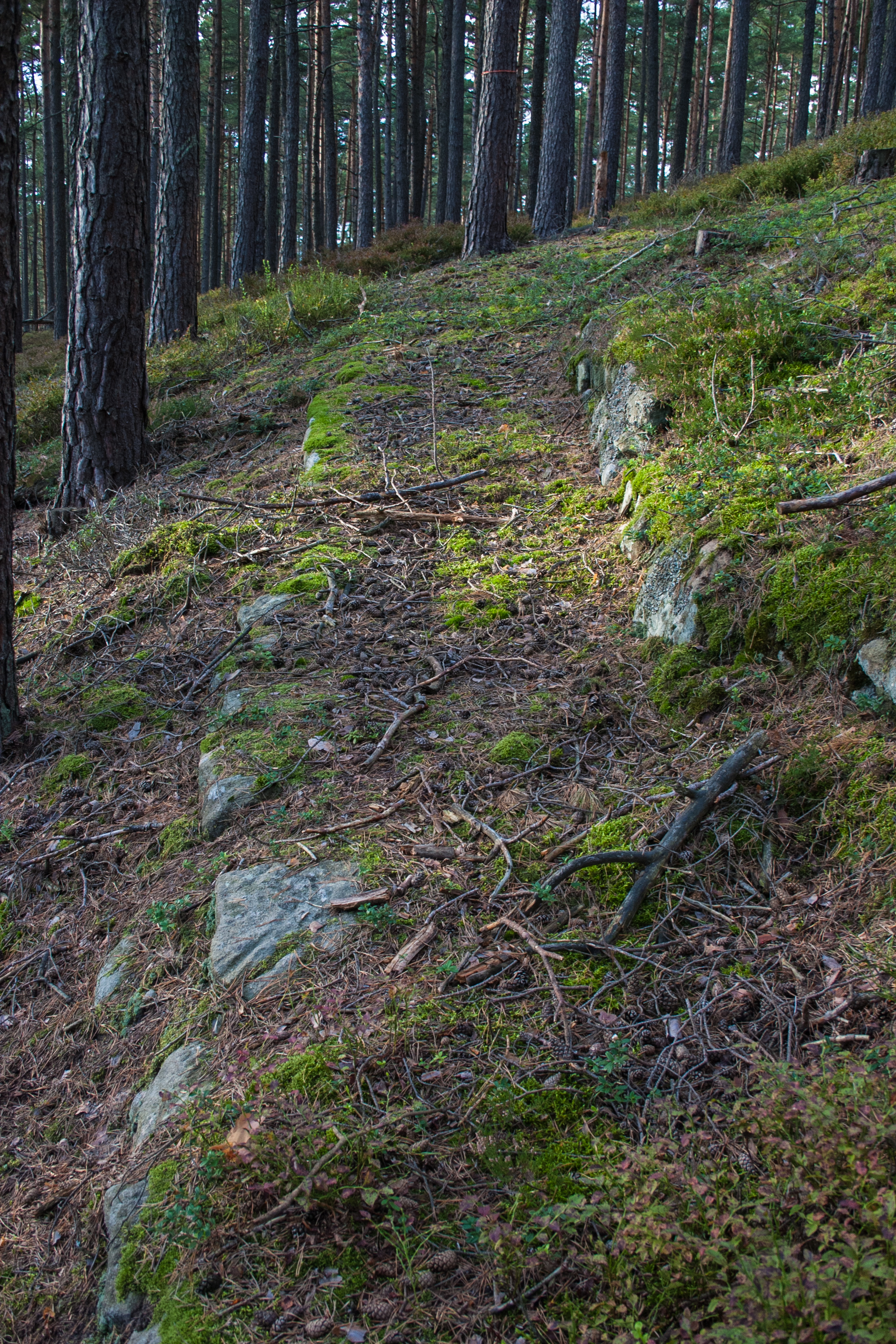
Reste eines befestigten Wegs

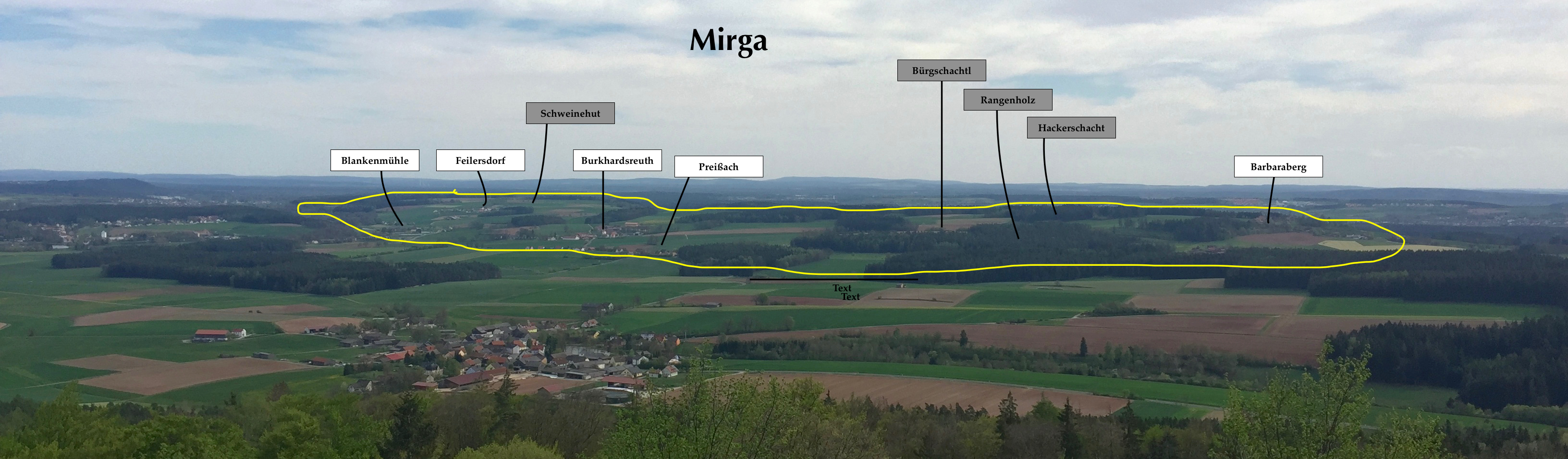
Ansicht vom Rauhen Kulm aus

Die Siedlung bzw. Stadt soll sich auf dem Höhenrücken zwischen Burkhardsreuth, Pichlberg und Barbaraberg befunden haben. Einige sprechen auch von einer räumlichen Ausdehnung über Eichelberg bis Mockersdorf. Geographisch ist das Hochplateau nach Süden hin stark abfallend. Dort liegen die Ortschaften Zettlitz, Schmierhütte und Seitenthal. Auch nach Nordwesten ist das Gelände sehr steil. Nach Norden und Osten hin war ein Zugang durch eine von der Haidenaab geprägte Sumpflandschaft versperrt. Somit war der Ort bestens zu verteidigen. Zudem haben zahlreiche Trinkwasserquellen wie z. B. die Neuhauser Quellen bei Zettlitz, der kleine Bach im sogenannten Miega-Graben, der Hubbach und der Preißacher Mühlbach die Wasserversorgung sichergestellt und somit eine Besiedlung sehr begünstigt.
Heute erinnern noch viele Flurnamen daran, auch eine Waldabteilung trägt den Namen Miega. Offensichtliche Überreste dieser Siedlung sind bis auf unzählige quaderförmige Findlinge keine mehr zu finden.

## Geschichte
Mir bedeutet im Slavischen „Bauerngemeinde, Gemeindeflur, Gemeindeversammlung, Mauerwerk oder Trockenmauer, aber auch Weltall, Welt und Frieden, friedlich, im Frieden“.
Durch Zufall wurden in Barbaraberg 1972 mittelalterliche Erdbestattungen entdeckt, die in den Jahren 1992–1995 archäologisch untersucht wurden. Dabei konnten in 161 Gräbern die sterblichen Reste von 297 Personen dokumentiert werden, die teils in Holzsärgen, teils in Leichensäcken beerdigt worden sind. Nahezu allen weiblichen Verstorbenen waren typische S-Schleifenringe der slawischen Frauentracht des 9./10. Jahrhundert mitgegeben, so dass sowohl die ethnisch-kulturelle als auch die historische Zugehörigkeit des Friedhofes gesichert ist.
Der Fundplatz der Grabstätten aus der karolingischen und ottonischer Zeit ist als Bodendenkmal geschützt.:6
Urkundlich erwähnt wurde die Existenz einer solchen Ortschaft erstmals im Saalbuch des Herzogtums Bayern aus dem Jahr 1280, als Ludwig der Strenge regierte. Dort heißt es von einer „Villa Mirga“ im „Ampte Eschenbach“.
Der Amberger Volkskundler Franz Xaver Schönwerth  hat im 19. Jahrhundert mündlich überlieferte Erzählungen, Mythen und Sagen aufgeschrieben. Die bekannteste und noch heute unter der Bevölkerung verbreitete Sage ist folgende: 

## Fundstücke
Immer wieder werden „auf der Mirga“ (diese Präposition benutzen die Ortsansässigen) kleine Hufeisen und viereckige Münzen gefunden.
Ebenso findet man viele Münzen und Manschetten aus dem 20. Jahrhundert, vor allem aus der NS-Zeit, mithilfe von Metalldetektoren.